# Daniel Correa
Daniel Alejandro Correa (27 de diciembre de 1973, Santiago del Estero, Provincia de Santiago del Estero, Argentina) es un exfutbolista argentino. Juega de mediocampista.

## Trayectoria
Es un mediocampista que entre sus virtudes más sobresalientes están la buena posición para buscar los ataques. Surgido de Club Atlético Estudiantes donde debutó en 1992 y estuvo hasta 1998. En ese mismo año se fue a Deportivo Morón donde estuvo hasta 1999. En este mismo año pasó a Club Atlético San Miguel hasta 2001. En el 2001 pasó a El Porvenir hasta el 2002. En el 2002 pasó a Club Atlético Tigre club con el que consiguió el bicampeonato de la Primera B obteniendo el Apertura del 2004 y el Clausura de 2005, siendo este club en el que desplegó mejor su fútbol. En el 2005 dejó de pertenecer a Tigre para tener su primera experiencia en el fútbol extranjero jugando en Aragua FC de Venezuela. En el 2006 vuelve a Deportivo Morón. En el 2007 pasó a Argentino de Merlo. Actualmente sigue en el conjunto de Merlo.
- Datos: Q5798246